# Vainica Doble (álbum)
Vainica doble fue el primer álbum del grupo homónimo. Es un álbum producido por Manolo Díaz y cuya cubierta original fue diseñada por Iván Zulueta. Los arreglos fueron realizados por Pepe Nieto

## Músicos de estudio
- Guitarras: Carlos Villa, Santi Villaseñor:
- Guitarra, slide y flauta:Rafa Gálvez
- Batería: Pancho Sánchez
- Bajo: Eduardo Gracia

## Trivia
En la canción La ballena azul canta Laura de Cárdenas, hija de Gloria, una de las componentes del grupo.

## Lista de canciones
1. Caramelo de limón
2. Dime Félix
3. El duende
4. ¿Quién le pone el cascabel al gato?
5. Mariluz
6. La cigarra y la hormiga
7. La ballena azul
8. La cotorra
9. Roberto querido
10. Fulgencio Pimentel
11. Guru Zakun Kin Kon
12. Pájaro de mal agüero

- Datos: Q6158625